# Aenigmatias picipes
Aenigmatias picipes är en tvåvingeart som beskrevs av Schmitz 1927. Aenigmatias picipes ingår i släktet Aenigmatias och familjen puckelflugor. Inga underarter finns listade i Catalogue of Life.